# Grégoire Gros
Grégoire Gros (* 1981 in Winterthur, Kanton Zürich) ist ein Schweizer Schauspieler.

## Leben
Grégoire Gros studierte von 2006 bis 2010 Schauspiel an der Hochschule für Schauspielkunst „Ernst Busch“ in Berlin. Während seiner Ausbildung spielte er ab 2008 an der Schaubühne am Lehniner Platz in Lars Eidingers «Räuber»-Inszenierung, die Einladungen zum Nachwuchsfestival «Radikal Jung» in München sowie zu den Mannheimer Schillertagen erhielt, und am Hans Otto Theater in Potsdam. Anschließend folgten erste Gastengagements am Centraltheater Leipzig und am Renaissance-Theater Berlin.
In der Spielzeit 2012/13 war er festes Ensemblemitglied am Theater Bonn, wo er u. a. mit den Regisseuren Klaus Weise und Matthias Kaschig arbeitete. Ab der Spielzeit 2013/14 war Grégoire Gros für zwei Spielzeiten bis zum Ende der Spielzeit 2014/15 fest am Theater Chemnitz engagiert. Hier spielte er u. a. die Titelrolle in «Kafka», eine Dramatisierung aus Leben und Werk von Stefan Wolfram. Ausserdem sang er dort von 2014 bis 2018 in vier Spielzeiten in dem Jacques-Brel-Abend «Ne me quitte pas».
Seit Sommer 2015 ist Grégoire Gros als freischaffender Schauspieler tätig. Er hatte Engagements u. a. an verschiedenen Berliner Bühnen (Heimathafen Neukölln, Theaterdiscounter Berlin), am Théâtre National du Luxembourg sowie am Théâtre National «Nest» in Thionville (jeweils 2016), beim Tourneetheater «Marie» (2017–2018),  am Staatstheater Saarbrücken (2018) und am Jungen Schauspielhaus Zürich (2018).
Seit Beginn der Spielzeit 2018/19 ist Gregoire Gros als Gast am Vorarlberger Landestheater engagiert. Dort spielte er u. a. den Mellefont in «Miss Sara Sampson» (Regie: Tobias Wellemeyer) und war als Tom Buchanan in Ingo Berks Inszenierung von «Der grosse Gatsby» zu sehen. Am Vorarlberger Landestheater trat er auch mehrfach mit seinem Liederabend «Jacques Brel meets Piazzolla» auf. In der Spielzeit 2019/20 gastierte Grégoire Gros am Luzerner Theater in Ingo Berks «Troja»-Inszenierung in den Rollen des Achilleus sowie des Odysseus.
Gemeinsam mit der Dramaturgin Daniela Lehmann (Zürich tanzt) und der Zuger Sinfonietta schrieb und entwickelte Gros das Chanson-Programm «Jacques Brel – der dienende Rebell», mit dem er in der Schweiz und in Deutschland auftritt.
Gros wirkte in Schweizer und deutschen Film- und Fernsehproduktionen mit, wo er u. a. unter der Regie von Katalin Gödrös, Andreas Kleinert, Michael Wenning, Klaus Knoesel, Jobst Oetzmann, Michael Schaerer, Jorgo Papavassiliou, Duncan Jones und Christian Alvart drehte. Im Luzerner «Tatort: Zwischen zwei Welten» (Erstausstrahlung: April 2014) spielte er, an der Seite von Stefan Gubser, den Lehrer und „spirituellen Heiler“ Pablo Guggisberg, der über die übersinnliche Fähigkeit verfügen soll, mit Toten kommunizieren zu können. In der 6. Staffel der Schweizer TV-Serie «Der Bestatter» (2018) war er als Polizist Halder auf SRF 1 zu sehen. In der 48. Staffel der ZDF-Krimiserie «Der Alte» (2024) übernahm er eine Episodenrolle als tatverdächtiger Mitkonkurrent eines getöteten Bestattungsunternehmers.
Grégoire Gros, der auch die französische Staatsbürgerschaft besitzt, ist verheiratet und lebt in Berlin.

## Filmografie (Auswahl)
- 2005: Anjas Engel (Fernsehfilm)
- 2005: Lou’s Waschsalon (Fernsehfilm)
- 2008: Küss mich, wenn es Liebe ist (Fernsehfilm)
- 2010: Barriere
- 2010: Unser Charly: Auf der Flucht (Fernsehserie, eine Folge)
- 2011: SOKO Leipzig: Im Schattenreich (Fernsehserie, eine Folge)
- 2013: Heiter bis tödlich: Zwischen den Zeilen (Fernsehserie, eine Folge)
- 2013: VERBRECHEN nach Ferdinand von Schirach: Notwehr (Fernsehserie, eine Folge)
- 2013: In aller Freundschaft: Triumph der Vernunft (Fernsehserie, eine Folge)
- 2014: Tatort: Zwischen zwei Welten (Fernsehreihe)
- 2016: Ein Sommer in Südfrankreich (Fernsehfilm)
- 2016: You Are Everything
- 2018: Mute
- 2018: Der Zürich-Krimi: Borchert und die Macht der Gewohnheit (Fernsehreihe)
- 2018: Der Bestatter (Fernsehserie)
- 2020: Sløborn (Fernsehserie)
- 2022: Das Boot (Fernsehserie)
- 2024: Der Alte: Gestorben wird immer (Fernsehserie, eine Folge)
- 2024: Inga Lindström: Spinnefeind (Fernsehreihe)